# Павлов, Андрей Александрович
Андрей Александрович Павлов (6 мая 1996, Ребриха, Алтайский край) — российский биатлонист, призёр чемпионата России. Мастер спорта России (2015).

## Биография
Выступает за Ханты-Мансийский автономный округ и параллельным зачётом за Алтайский край. Первый тренер — Смагин Геннадий Михайлович, также тренировался под руководством Н. Н. Князева, С. А. Алтухова, Э. М. Воробьёва.

### Юниорская карьера
На юниорском уровне неоднократно становился победителем и призёром первенств России, отборочных соревнований, этапов Кубка России среди юниоров.
Участник чемпионата мира среди юниоров 2015 года в Минске, занял 28-е место в спринте и 23-е — в гонке преследования.

### Взрослая карьера
Серебряный призёр чемпионата России 2018 года в командной гонке в составе второй сборной ХМАО.
Становился призёром соревнований «Ижевская винтовка» в эстафете, победителем этапа Кубка России в эстафете.